# Стеклянний (Всеволожський район)
Стеклянний (рос. Стеклянный) — селище у Всеволожському районі Ленінградської області Російської Федерації.
Населення становить 2132 особи. Належить до муніципального утворення Куйвозовське сільське поселення.

## Історія
Від 1 серпня 1927 року належить до Ленінградської області.

## Населення
| 2007 | 2010  | 2017  |
| ---- | ----- | ----- |
| 1892 | ↗1926 | ↗2132 |